# تالاپیل پرادپ
تالاپیل پرادپ (انگلیسی: Thalappil Pradeep؛ زادهٔ ۸ ژوئیهٔ ۱۹۶۳) شیمی‌دانان و نویسنده اهل هند و از دانش‌آموختگان مؤسسه دانش هنداست.